# NGC 559
NGC 559 é um aglomerado aberto na direção da constelação de Cassiopeia. O objeto foi descoberto pelo astrônomo William Herschel em 1787, usando um telescópio refletor com abertura de 18,6 polegadas. Devido a sua moderada magnitude aparente (+9,5), é visível apenas com telescópios amadores ou com equipamentos superiores.